# Lycée François 1er
Lycée François 1er, in Langform Lycée International François-Ier, ist eine öffentliche weiterführende Schule in Fontainebleau, Frankreich. Zusätzlich zum regulären öffentlichen Französischlehrplan verfügt das Lycée über private englisch- und deutschsprachige Abteilungen, in denen Studierende das International Baccalaureate, die internationale Variante des französischen Baccalauréats, absolvieren können.
Seit 1960 trägt die Schule den Namen Lycée François 1er zu Ehren von König Franz I. von Frankreich.

## Berühmte Alumni
- Luke Thompson (* 1988), britischer Schauspieler, der durch Theater, Film und Fernsehen bekannt wurde